# 건국훈장 대한민국장 수훈자 목록
대한민국의 독립에 끼친 공로를 인정받아 건국훈장 중 최고등급인 대한민국장(大韓民國章)을 받은 사람들을 다룬 문서이다.

## 개요
건국훈장 대한민국장은 대한민국〈상훈법〉 제11조에 따라 대한민국의 건국에 공로가 뚜렷하거나, 국가의 기초를 공고히 하는 데에 이바지한 공적이 뚜렷한 사람에게 수여하는 대한민국의 건국훈장 중 최고등급이다. 건국훈장은 1949년 4월 27일에 대통령령 〈건국공로훈장령〉이 공포되면서 제정되었다. 1963년 12월 14일에 각종 상훈 관계 법령을 통합한 〈상훈법〉이 제정되면서 〈건국공로훈장령〉은 폐지되었다. 건국훈장이 과거에는 중장(重章), 복장(複章), 단장(單章)의 3등급으로 나누어 수여하다가 1990년에 〈상훈법〉이 개정되면서 대한민국장, 대통령장, 독립장, 애국장, 애족장의 5등급이 되었다.

## 역사
대한민국의 독립유공자로서 최초의 건국훈장 대한민국장은 1949년 8월 15일에 중앙청에서 거행된 건국공로자 표창식에서 대통령 이승만과 부통령 이시영에게 수여되었다. 대한민국 정부 수립 이후 2017년 1월까지 대한민국장을 수여받은 사람은 국내외의 59인이지만, 그 중 대한민국 독립유공자는 30인이다. 그 중 대한민국 국적자는 25인이고 중화민국인이 5인이다. 2017년 1월 7일 현재 독립유공자로 건국훈장을 수여받은 사람은 대한민국장 30명, 대통령장 93명, 독립장 806명, 애국장 3,886명, 애족장 5,016명 등 총 9,831명이다.
2009년 12월 최규식 민주당 의원을 통해 행정안전부에서 입수한 '건국훈장 대한민국장 수여 및 반납, 취소내역'에 따르면 여운형이 제60호 훈장장을 받았고 전두환에 대한 서훈이 2006년 3월 28일 취소되었다.
2019년 3·1운동 100주년을 맞아 유관순 열사를 1962년 추서된 독립장에서 최고 등급 건국훈장인 대한민국장으로 승격 추서하였고, 2021년에는 봉오동 전투에서 크게 활약하였던 홍범도 장군 역시 1962년에 추서된 대통령장에서 대한민국장으로 승격 추서하였다.

## 수훈자 목록
| 순번 | 성명                            | 연도   | 수여일    | 국적                | 변동             |
| ---- | ------------------------------- | ------ | --------- | ------------------- | ---------------- |
| 1    | 이승만                          | 1949년 | 8월 15일  | 대한민국            |                  |
| 2    | 이시영                          | 1949년 | 8월 15일  | 대한민국            |                  |
| 3    | 제임스 밴 플리트                | 1953년 | 1월 28일  | 미국                |                  |
| 4    | 장제스                          | 1953년 | 11월 25일 | 중화민국            |                  |
| 5    | 하일레 셀라시에 1세             | 1955년 | 11월 2일  | 에티오피아 제국     |                  |
| 6    | 아드난 멘데레스                 | 1958년 | 4월 26일  | 튀르키예            |                  |
| 7    | 응오딘지엠                      | 1957년 | 9월 21일  | 베트남 공화국       |                  |
| 8    | 허위                            | 1962년 | 3월 1일   | 대한민국            |                  |
| 9    | 김좌진                          | 1962년 | 3월 1일   | 대한민국            |                  |
| 10   | 오동진                          | 1962년 | 3월 1일   | 대한민국            |                  |
| 11   | 조병세                          | 1962년 | 3월 1일   | 대한민국            |                  |
| 12   | 안중근                          | 1962년 | 3월 1일   | 대한민국            |                  |
| 13   | 윤봉길                          | 1962년 | 3월 1일   | 대한민국            |                  |
| 14   | 이준                            | 1962년 | 3월 1일   | 대한민국            |                  |
| 15   | 강우규                          | 1962년 | 3월 1일   | 대한민국            |                  |
| 16   | 김구                            | 1962년 | 3월 1일   | 대한민국            |                  |
| 17   | 안창호                          | 1962년 | 3월 1일   | 대한민국            |                  |
| 18   | 신익희                          | 1962년 | 3월 1일   | 대한민국            |                  |
| 19   | 김창숙                          | 1962년 | 3월 1일   | 대한민국            |                  |
| 20   | 손병희                          | 1962년 | 3월 1일   | 대한민국            |                  |
| 21   | 이승훈                          | 1962년 | 3월 1일   | 대한민국            |                  |
| 22   | 한용운                          | 1962년 | 3월 1일   | 대한민국            |                  |
| 23   | 최익현                          | 1962년 | 3월 1일   | 대한민국            |                  |
| 24   | 이강년                          | 1962년 | 3월 1일   | 대한민국            |                  |
| 25   | 민영환                          | 1962년 | 3월 1일   | 대한민국            |                  |
| 26   | 더글러스 맥아더                 | 1964년 | 12월 8일  | 미국                |                  |
| 27   | 해리 트루먼                     | 1964년 | 12월 8일  | 미국                |                  |
| 28   | 루트비히 에르하르트             | 1964년 | 12월 8일  | 서독                |                  |
| 29   | 프랑수아 톰발바예               | 1965년 | 2월 5일   | 차드                |                  |
| 30   | 다비드 다코                     | 1965년 | 2월 5일   | 중앙아프리카 공화국 |                  |
| 31   | 수루 미강 아피티                | 1965년 | 2월 5일   | 다오메 공화국       |                  |
| 32   | 레오폴 세다르 상고르            | 1965년 | 2월 5일   | 세네갈              |                  |
| 33   | 펠릭스 우푸에부아니             | 1965년 | 2월 5일   | 코트디부아르        |                  |
| 34   | 레온 음바                       | 1965년 | 2월 5일   | 가봉                |                  |
| 35   | 아마두 아히조                   | 1965년 | 2월 5일   | 카메룬              |                  |
| 36   | 하마니 디오리                   | 1965년 | 2월 5일   | 니제르              |                  |
| 37   | 조모 케냐타                     | 1965년 | 2월 5일   | 케냐                |                  |
| 38   | 무테사 2세                      | 1965년 | 2월 5일   | 우간다              |                  |
| 39   | 필리베르트 치라나나             | 1965년 | 3월 21일  | 마다가스카르        |                  |
| 40   | 퉁쿠 압둘 라흐만 푸트라 알 하즈 | 1965년 | 4월 29일  | 말레이시아          |                  |
| 41   | 타놈 끼띠카쫀                   | 1966년 | 2월 4일   | 태국                |                  |
| 42   | 쑹메이링                        | 1966년 | 2월 7일   | 중화민국            |                  |
| 43   | 천궈푸                          | 1966년 | 2월 10일  | 중화민국            |                  |
| 44   | 쑨원                            | 1968년 | 12월 1일  | 중화민국            |                  |
| 45   | 천치메이                        | 1968년 | 12월 1일  | 중화민국            |                  |
| 46   | 피델 산체스 에르난데스          | 1969년 | 2월 13일  | 엘살바도르          |                  |
| 47   | 조만식                          | 1970년 | 8월 15일  | 대한민국            |                  |
| 48   | 임병직                          | 1976년 | 9월 21일  | 대한민국            |                  |
| 50   | 서재필                          | 1977년 | 12월 13일 | 미국                |                  |
| 51   | 박정희                          | 1979년 | 11월 3일  | 대한민국            |                  |
| 52   | 최규하                          | 1980년 | 9월 29일  | 대한민국            |                  |
| 53   | 시리낏 끼띠야꼰                 | 1981년 | 7월 3일   | 태국                |                  |
| 54   | 푸미폰 아둔야뎃                 | 1981년 | 7월 3일   | 태국                |                  |
| 55   | 전두환                          | 1989년 | 3월 11일  | 대한민국            | 2006년 서훈 취소 |
| 56   | 김규식                          | 1989년 | 3월 1일   | 대한민국            |                  |
| 57   | 조소앙                          | 1989년 | 3월 1일   | 대한민국            |                  |
| 58   | 장면                            | 1999년 | 8월 27일  | 대한민국            |                  |
| 59   | 여운형                          | 2008년 | 2월 21일  | 대한민국            |                  |
| 60   | 유관순                          | 2019년 | 3월 1일   | 대한민국            |                  |
| 61   | 홍범도                          | 2021년 | 8월 17일  | 대한민국            |                  |

### 독립유공자
| 순번 | 성명     | 생년 | 몰년 | 출생지      | 운동계열 | 연도   | 수여일    | 국적     | 출처   | 비고                       |
| ---- | -------- | ---- | ---- | ----------- | -------- | ------ | --------- | -------- | ------ | -------------------------- |
| 1    | 이승만   | 1875 | 1965 | 황해 평산   | 임시정부 | 1949년 | 8월 15일  | 대한민국 | 이승만 | 자신의 대통령 임기 중 수여 |
| 2    | 이시영   | 1869 | 1953 | 서울        | 임시정부 | 1949년 | 8월 15일  | 대한민국 | 이시영 |                            |
| 3    | 장제스   | 1887 | 1975 | 중국 저장성 | 독립지원 | 1953년 | 11월 25일 | 중화민국 | 장개석 | 장개석                     |
| 4    | 허위     | 1854 | 1908 | 경북 선산   | 의병     | 1962년 | 3월 1일   | 대한민국 | 허위   |                            |
| 5    | 김좌진   | 1889 | 1930 | 충남 홍성   | 만주방면 | 1962년 | 3월 1일   | 대한민국 | 김좌진 |                            |
| 6    | 오동진   | 1889 | 1944 | 평북 의주   | 정의부   | 1962년 | 3월 1일   | 대한민국 | 오동진 |                            |
| 7    | 조병세   | 1827 | 1905 | 경기 가평   | 순절     | 1962년 | 3월 1일   | 대한민국 | 조병세 |                            |
| 8    | 안중근   | 1879 | 1910 | 황해 해주   | 의열투쟁 | 1962년 | 3월 1일   | 대한민국 | 안중근 |                            |
| 9    | 윤봉길   | 1908 | 1932 | 충남 예산   | 의열투쟁 | 1962년 | 3월 1일   | 대한민국 | 윤봉길 |                            |
| 10   | 이준     | 1859 | 1907 | 함남 북청   | 해아밀사 | 1962년 | 3월 1일   | 대한민국 | 이준   |                            |
| 11   | 강우규   | 1855 | 1920 | 평남 덕천   | 의열투쟁 | 1962년 | 3월 1일   | 대한민국 | 강우규 |                            |
| 12   | 김구     | 1876 | 1949 | 황해 해주   | 임시정부 | 1962년 | 3월 1일   | 대한민국 | 김구   |                            |
| 13   | 안창호   | 1878 | 1938 | 평남 강서   | 임시정부 | 1962년 | 3월 1일   | 대한민국 | 안창호 |                            |
| 14   | 신익희   | 1894 | 1956 | 경기 광주   | 임시정부 | 1962년 | 3월 1일   | 대한민국 | 신익희 |                            |
| 15   | 김창숙   | 1879 | 1962 | 경북 성주   | 임시정부 | 1962년 | 3월 1일   | 대한민국 | 김창숙 |                            |
| 16   | 손병희   | 1861 | 1922 | 충북 청주   | 3.1운동  | 1962년 | 3월 1일   | 대한민국 | 손병희 |                            |
| 17   | 이승훈   | 1864 | 1930 | 평북 정주   | 3.1운동  | 1962년 | 3월 1일   | 대한민국 | 이승훈 |                            |
| 18   | 한용운   | 1879 | 1944 | 충남 홍성   | 3.1운동  | 1962년 | 3월 1일   | 대한민국 | 한용운 |                            |
| 19   | 최익현   | 1834 | 1907 | 경기 포천   | 의병     | 1962년 | 3월 1일   | 대한민국 | 최익현 |                            |
| 20   | 이강년   | 1858 | 1908 | 경북 문경   | 의병     | 1962년 | 3월 1일   | 대한민국 | 이강년 |                            |
| 21   | 민영환   | 1861 | 1905 | 서울        | 순절     | 1962년 | 3월 1일   | 대한민국 | 민영환 |                            |
| 22   | 쑹메이링 | 1897 | 2003 | 중국 광둥성 | 독립지원 | 1966년 | 2월 7일   | 중화민국 | 송미령 | 송미령                     |
| 23   | 천궈푸   | 1892 | 1951 | 중국 저장성 | 독립지원 | 1966년 | 2월 10일  | 중화민국 | 진과부 | 진과부                     |
| 24   | 쑨원     | 1866 | 1925 | 중국 광둥성 | 임정지원 | 1968년 | 12월 1일  | 중화민국 | 손문   | 손문                       |
| 25   | 천치메이 | 1878 | 1916 | 중국 저장성 | 독립지원 | 1968년 | 12월 1일  | 중화민국 | 진기미 | 진기미                     |
| 26   | 조만식   | 1883 | 1950 | 평남 평양   | 교육언론 | 1970년 | 8월 15일  | 대한민국 | 조만식 |                            |
| 27   | 임병직   | 1893 | 1976 | 충남 부여   | 미주방면 | 1976년 | 9월 21일  | 대한민국 | 임병직 |                            |
| 28   | 서재필   | 1864 | 1951 | 전남 보성   | 독립협회 | 1977년 | 12월 13일 | 미국     | 서재필 |                            |
| 29   | 김규식   | 1881 | 1950 | 부산 동래   | 임시정부 | 1989년 | 3월 1일   | 대한민국 | 김규식 |                            |
| 30   | 조소앙   | 1887 | 1958 | 경기 파주   | 임시정부 | 1989년 | 3월 1일   | 대한민국 | 조소앙 | 조용은                     |
| 31   | 여운형   | 1885 | 1947 | 경기 양평   | 임시정부 | 2008년 | 2월 21일  | 대한민국 | 여운형 |                            |
| 32   | 유관순   | 1902 | 1920 | 충남 천안   | 3.1운동  | 2019년 | 3월 1일   | 대한민국 | 유관순 |                            |
| 33   | 홍범도   | 1868 | 1943 | 평남 평양   | 만주방면 | 2021년 | 8월 17일  | 대한민국 | 홍범도 |                            |

## 같이 보기
- 대한민국 독립유공자
- 건국훈장 대통령장 수훈자 목록
- 건국훈장 독립장 수훈자 목록

## 참고 자료
- 국가보훈처 독립유공자 공훈록